# Agudat Israel
Agudat Israel (hebr. Związek Izraela, אגודת ישראל), Agudas Jisroel (jid.) lub Aguda – międzynarodowa polityczna organizacja ultraortodoksji żydowskiej, założona w 1912. Jako partia polityczna działała w wielu krajach, m.in. w Polsce do 1939, a w późniejszym czasie również w Izraelu. Partie Agudat Israel w różnych krajach tworzą Światową Federację Agudat Israel.

## Początki
Agudat Israel powstała podczas konferencji, która odbyła się w dniach 27–29 maja 1912 w Katowicach. Z inicjatywą powołania tej organizacji wystąpili wówczas neoortodoksi niemieccy, którzy odeszli z ruchu syjonistycznego, nie zgadzając się z programem kulturowym przyjętym przez X Światowy Kongres Syjonistyczny z 1911. Wyrażał on akceptację zachodnioeuropejskiej wiedzy i kultury. Spotkało się to ze sprzeciwem ortodoksów z ziem polskich i litewskich. Warunki uczestnictwa w ruchu spisał w 18 punktach rabin Chaim Sołowiejczyk.

## W Polsce

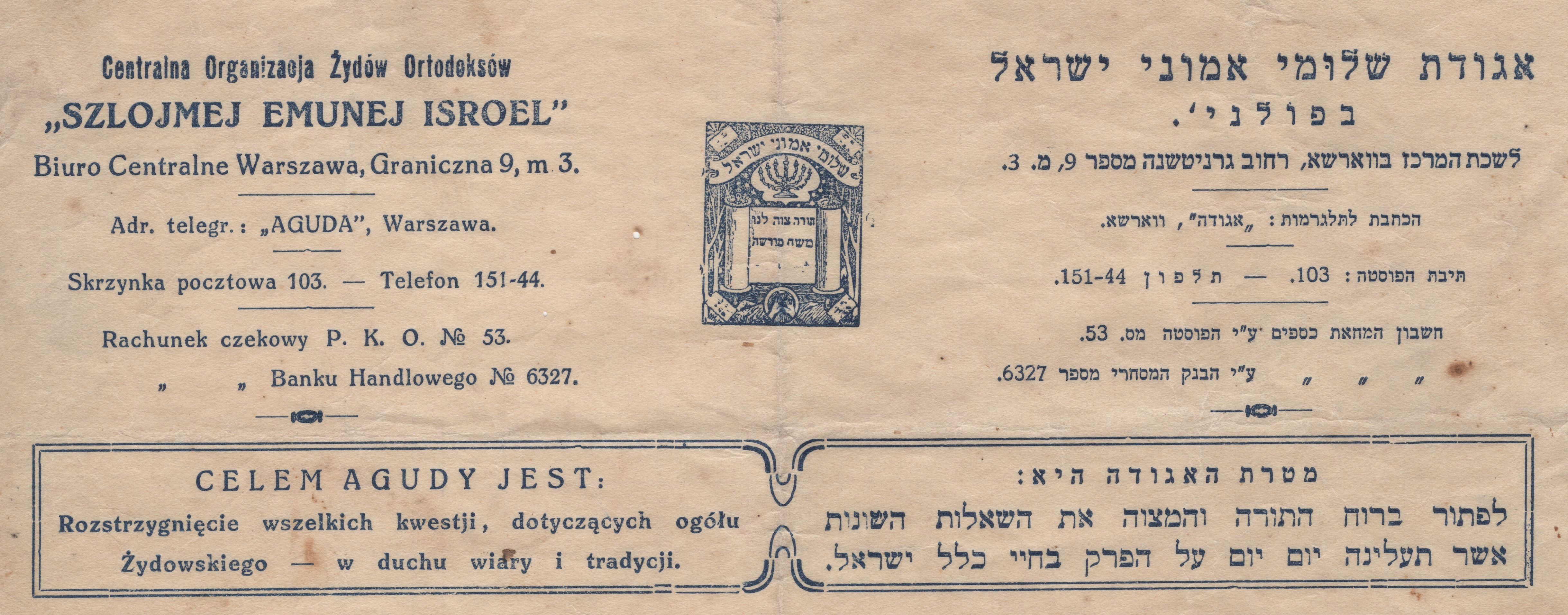
Nagłówek papieru listowego Agudat Israel – Szlojmej Emunej Isroel, Warszawa, 1921 r.

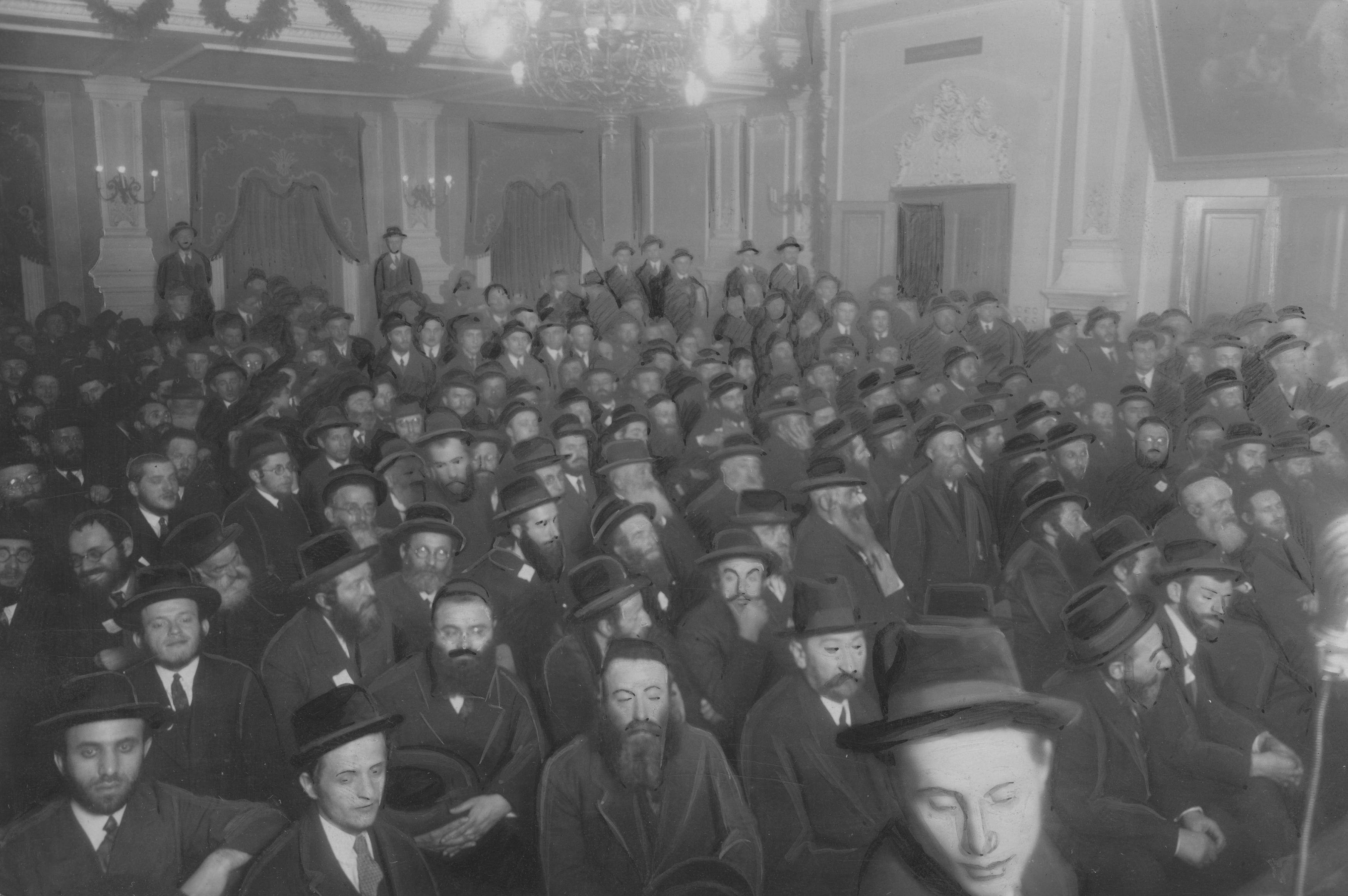
Członkowie Agudath Israel podczas konferencji we Lwowie, styczeń 1931

Do I wojny światowej ruch zdominowany był przez ortodoksów niemieckich. W 1916 niemieckie władze okupacyjne sprowadziły do Królestwa Kongresowego Emanuela Carlebacha i Pinchasa Kohna, z myślą o założeniu tu filii organizacji, która w stosunkach z państwem wykazywała się ugodowością. Dzięki działalności obu powstała Agudat ha-Ortodoksim (hebr. Związek Ortodoksów) w Królestwie Polskim, która nazywana też była Organizacją Żydów Ortodoksów w Polsce. Nawiązała ona kontakty z miejscową ortodoksją oraz m.in. z cadykiem z Góry Kalwarii – Abrahamem Mordechajem Alterem (cadyk w latach 1905–1948) z tamtejszej dynastii Gerów, który uznawany jest za jednego ze współzałożycieli tej organizacji w Polsce.

### Dwudziestolecie międzywojenne
Po I wojnie światowej Agudat Israel w Polsce stała się organizacją masową Żydów ortodoksyjnych, a polscy rabini zaczęli odgrywać czołową rolę również w światowym ruchu – Centrala do Spraw Wyznaniowych miała swoją siedzibę w Warszawie. Od 1918 organizacja nosiła w Polsce także nazwę Agudas Szlojmej Emunej Jisroel (jid. Związek Prawdziwie Wiernych Izraela). W okresie międzywojennym Agudat Israel postulowała przede wszystkim zachowanie postawy zachowawczej w sprawach związanych z judaizmem. Organizacja propagowała wzmacnianie i szerzenie zasad tej religii, a także obronę praw obywatelskich. Jej członkowie zajmowali się również działalnością filantropijną. Początkowo zajmowała stanowisko niechętne syjonizmowi, ale ewoluowało ono do ostrożnej akceptacji dla idei odrodzenia żydowskiego w Palestynie, lecz jedynie pod warunkiem ścisłego przestrzegania wszelkich praw religijnych. Agudat Israel uznawała hebrajski za język święty, a jidysz traktowała jako język codzienny, powszedni i świecki. Starała się wzmacniać pozycję gmin żydowskich (kahałów), którym pragnęła nadać charakter ściśle wyznaniowy. W skład władz organizacji wchodziła Rada Rabinów (hebr. Moecet Gedolej ha-Tora – Rada Wielkich Tory), będąca najwyższym autorytetem w sprawach halachicznych.
Agudat Israel wystawiała swoich kandydatów do wyborów do Sejmu i Senatu. Niechętnie ustosunkowywała się względem wszelkich akcji antyrządowych, stąd po zamachu majowym, organizacji udało się zapewnić miejsca dla swych przedstawicieli na listach sanacyjnego Bezpartyjnego Bloku Współpracy z Rządem. Z ramienia Agudat Israel w polskim parlamencie zasiadali m.in. Aleksander Zusia Friedman, Meir Szapiro, Lejb Mincberg z Łodzi, Josef Nechemia Kornitzer z Krakowa oraz Aaron Lewin z Rzeszowa.
Organizacja zdominowana była przez cadyków, przede wszystkim tych z dynastii z Góry Kalwarii. Spowodowało to rozłam – w 1931 cadyk z Bełza utworzył własną partię Machzikej ha-Dat, a cadyk z Aleksandrowa – Kneset Israel. Agudat Israel posiadała podporządkowane sobie organizacje pokrewne: związki młodzieżowe – Ceirej Emunej Jisroel (jid. Młodzież Wierna Izraelowi) i Ceirej Agudas Isroel (jid. Młodzież Związku Izraela), organizację robotniczą – Poalej Emunej Jisroel (jid. Robotnicy Wierni Izraelowi), kobiecą – Bnojs Agudas Jisroel (jid. Córki Związku Izraela) i uczniowską – Pirchej Agudas Jisroel (jid. Kwiaty Związku Izraela). Związek miał także duże wpływy w tradycyjnych żydowskich bractwach dobroczynnych, wspierał również rozwój szkolnictwa religijnego. Głównym organem prasowym organizacji był założony w 1919 r. dziennik Der Jud, który w 1929 r. zmienił nazwę na Dos Jidisze Togbłat (redagował go m.in. rabin Izaak Meir Lewin).

### Podczas i po II wojnie światowej
Po wybuchu II wojny światowej Agudat Israel podobnie jak inne żydowskie organizacje ortodoksyjne, wezwał Żydów do obrony Rzeczypospolitej przed najeźdźcą niemieckim. Podczas okupacji wielu jej działaczy brało udział w przedsięwzięciach związanych m.in. z opieką społeczną, ochroną zdrowia, organizacją nielegalnego szkolnictwa żydowskiego. Sporo energii poświęcali na przestrzeganie zasad prawa religijnego w warunkach okupacji niemieckiej. Część z członków Agudat Israel brała także udział w działalności Judenratów i pracach konspiracyjnych. Szeregi organizacji Niemcy zdziesiątkowali w holokauście.
Po zakończeniu wojny Agudat Israel wysłała w marcu 1947 r. oficjalne pismo do władz komunistycznych o wydanie zgody na wznowienie legalnej działalności. Została ona odrzucona ze względu na walkę aparatu państwowego z wszystkimi wyznaniami religijnymi. Pomimo tego, działalność członków Agudat Israel była nieoficjalnie tolerowana przez władzę do 1950. Pracowali oni w Żydowskich Kongregacjach Wyznaniowych, wysyłali emisariuszy do Związku Radzieckiego, którzy pomagali w repatriacji do Polski pozostających tam Żydów. Prowadzili też poszukiwania dzieci ocalałych z holokaustu, a przebywających poza środowiskiem żydowskim, w celu niedopuszczenia do odejścia od judaizmu. Członkowie Agudat Israel często wchodzili w konflikty z syjonistyczno-ortodoksyjną organizacją Mizrachi i nie uznawali utworzonego przez władze Centralnego Komitetu Żydów Polskich. Z tego powodu niemal wszyscy wyjechali z Polski, a działalność organizacji w kraju zakończyła się.

## W USA
Pierwsze struktury organizacyjne Agudat Israel pojawiły się w Stanach Zjednoczonych w latach 30. XX wieku. Jednym z głównych liderów organizacji w USA był pochodzący z Litwy rabin Eliezer Silver. Pierwsza konferencja Agudat Israel w Stanach Zjednoczonych odbyła się w 1939. Po holokauście, bardzo duża część ocalałych z zagłady ortodoksów wyemigrowała z Europy do Ameryki, a ich liczba rosła wraz z rozwojem społeczności chasydzkich w USA.
Liderem Agudat Israel w Stanach Zjednoczonych byli m.in. Elimelech Tress, jego kuzyn Moshe Sherer, Shmuel Bloom, a od 2008 dyrektorem wykonawczym organizacji jest Leibish Becker. Pomimo tego, oficjalnie o działaniach Agudat Israel decyduje Rada Mędrców Tory, złożona z szefów jesziw i rabinów chasydzkich, stojących na czele dynastii lub organizacji. Rada wytycza kierunek działalności organizacji, opierając się na własnej interpretacji Tory.
W 2007 Agudat Israel znajduje się pośród 530 organizacji z Nowego Jorku, które otrzymują część z 30 milionów dolarów przeznaczanych rocznie przez fundację Carnegie Corporation na rozwój podmiotów promujących wiedzę i zrozumienie.
Główna siedziba organizacji w USA znajduje się na nowojorskim Manhattanie, a większość jej członków zamieszkuje Nowy Jork i New Jersey. W związku z szybkim rozwojem judaizmu ortodoksyjnego w sporej części kraju Agudat Israel ma także biura w Chicago, Minneapolis, Saint Louis, jak również w stanach Ohio, Maryland, Teksas, Floryda i Kalifornia. Poza działalnością ściśle religijną i dobroczynną wyznaczeni do tego członkowie organizacji w każdym z tych miejsc lobbują lokalne władze we wszystkich tych sferach prawodawstwa, które mogą mieć wpływ dla ortodoksyjnego judaizmu.
Agudat Israel w USA ma własne synagogi, szkoły, sieć placówek dobroczynnych, działających na rzecz biednych, starych i niepełnosprawnych. Organizuje także np. letnie obozy młodzieżowe.

## W Izraelu

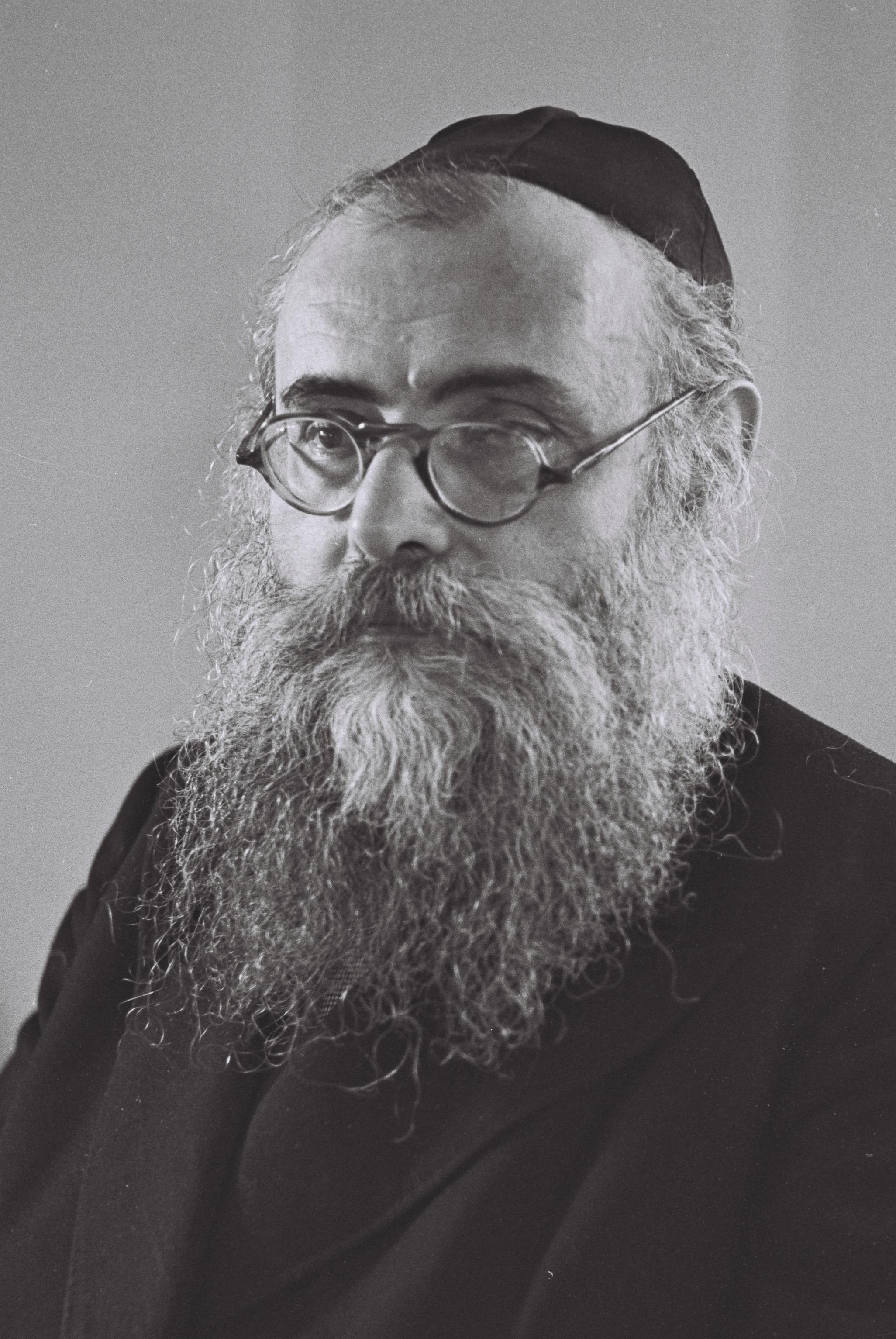
Rabin Izaak Meir Lewin, jeden z liderów izraelskiego Agudat Israel w latach 50. XX wieku

Agudat Israel początkowo bardzo sceptycznie odnosiła się do pomysłu budowy państwa żydowskiego w Palestynie. Postulowała prowadzenie osadnictwa na tych obszarach, jednak nie propagowała idei utworzenia organizmu państwowego. W latach poprzedzających powstanie Izraela, prowadziła politykę antysyjonistyczną, posiadając dobre stosunki z arabskimi nacjonalistami. Sytuacja zmieniła się diametralnie po 1948. Przywódca państwa Izrael, Dawid Ben Gurion zawarł z ortodoksami religijnymi nieformalne porozumienie. Na jego mocy zobowiązali się oni do popierania istnienia państwa żydowskiego w zamian za uwzględnienie w jego prawodawstwie postanowień Halachy (np. szabat dniem wolnym od pracy, koszerne potrawy w wojsku, nieuznawanie przez państwo świeckich ślubów itd.). Członkowie Agudat Israel wzięli udział w wyborach do Knesetu w 1949. Kandydaci partii startowali ze wspólnej listy Frontu Religijnego, skupiającej ugrupowania religijne. Po utworzeniu rządu rabin Izaak Meir Lewin został nawet ministrem opieki społecznej. Później, od początku lat 50., aż do 1977, kiedy do władzy doszedł prawicowy Likud, ugrupowanie to pozostawało w opozycji do kolejnych ekip rządzących.
W 1984 r. doszło do pierwszego rozłamu w partii – rabin Ovadia Yosef utworzył ugrupowanie sefardyjskich ortodoksów, Szas. Wkrótce nowa partia stała się o wiele popularniejsza od Agudat Israel i regularnie wchodziła w skład kolejnych koalicji rządowych.
W 1988 r. z partii odszedł rabin Elazar Schach, stojący na czele grupy pochodzących z Litwy niechasydzkich ortodoksów – mitnagdim. Stworzył on nowe ugrupowanie religijne – Sztandar Tory (Degel Ha-Tora). Obie partie połączyły się ponownie w 1992. Powstało wówczas ugrupowanie Zjednoczony Judaizm Tory (Jahadut ha-Tora).
W styczniu 2004 pomiędzy poszczególnymi podmiotami wchodzącymi w skład Partii Tory pojawił się spór. Jego przedmiotem była odpowiedź na pytanie, czy wejść w skład rządu Ariela Szarona. Trwały wówczas negocjacje w tej sprawie z liderem Sztandaru Tory, rabinem Josefem Szalomem Eljasziwem. Ustalił on, że pięciu deputowanych będzie czekać trzy miesiące przed przyjęciem posad rządowych. Rabbi Ja’akow Rjeh Alter z dynastii z Góry Kalwarii (Ger) zażądał jednak, aby członkowie Agudat Israel weszli natychmiast w skład gabinetu. Partnerzy ze Sztandaru Tory oskarżyli ich wówczas o brak szacunku dla osoby Eljasziwa. Pomimo tego, Ja’akow Litzman zaakceptował oferowane mu stanowisko szefa parlamentarnej komisji finansów. To spowodowało rozłam w partii – członkowie Sztandaru Tory opuścili ugrupowanie, kończąc dwunastoletnią ścisłą współpracę.
W grudniu 2005 odbyło się spotkanie pomiędzy reprezentantami obu ugrupowań. Jego głównym celem było polepszenie atmosfery w stosunkach pomiędzy oboma organizacjami i przedyskutowanie możliwości nawiązania ponownej współpracy przed wyborami w marcu 2006. Głównym problemem pozostawała kwestia sposobu przyznania poszczególnym partiom miejsc na liście wyborczej. Sztandar Tory nalegał, aby obie partie otrzymały równą liczbę miejsc (w przeszłości Agudat Israel otrzymywała nieco więcej miejsc niż jego partner).
W pierwszych dniach lutego 2006 Sztandar Tory i Agudat Israel zdecydowały się na utworzenie wspólnego ugrupowania, pomimo faktu, że wciąż nierozwiązany pozostawał problem której z partii przyznać szóste miejsce na liście wyborczej. Zdecydowano w końcu o zawarciu kompromisu – ustalono, że przysługujące miejsce w Knesecie obejmowane będzie na zasadzie rotacji (podobnie było z piątą pozycją w poprzedniej kadencji, kiedy to dzieliły ją pomiędzy siebie dynastie Belz i Wyżnica). Porozumienie to pozwoliło na wystawienie wspólnej listy. Pomimo tego niezadowolona była dynastia Belz, która musiała poświęcić się dla dobra całej partii, rezygnując z części swojej reprezentacji parlamentarnej. Po wyborach ugrupowaniu udało się uzyskać 6 deputowanych i tym samym zwiększyć posiadaną liczbę miejsc w Knesecie o jeden mandat. Agudat Israel obsadziła 4 miejsca.

## Politycy Agudat Israel

### Posłowie wdrugim Knesecie
Posłowie wybrani w wyborach w 1951: Awraham Deutsch, Szelomo Lorincz, Izaak Meir Lewin. W trakcie trwania kadencji do Knesetu wszedł: Zalman Ben Ja’akow.